# Tyta latefascia
Tyta latefascia är en fjärilsart som beskrevs av Karl Schawerda 1938. Tyta latefascia ingår i släktet Tyta och familjen nattflyn. Inga underarter finns listade i Catalogue of Life.